# ピーター・トラヴァース

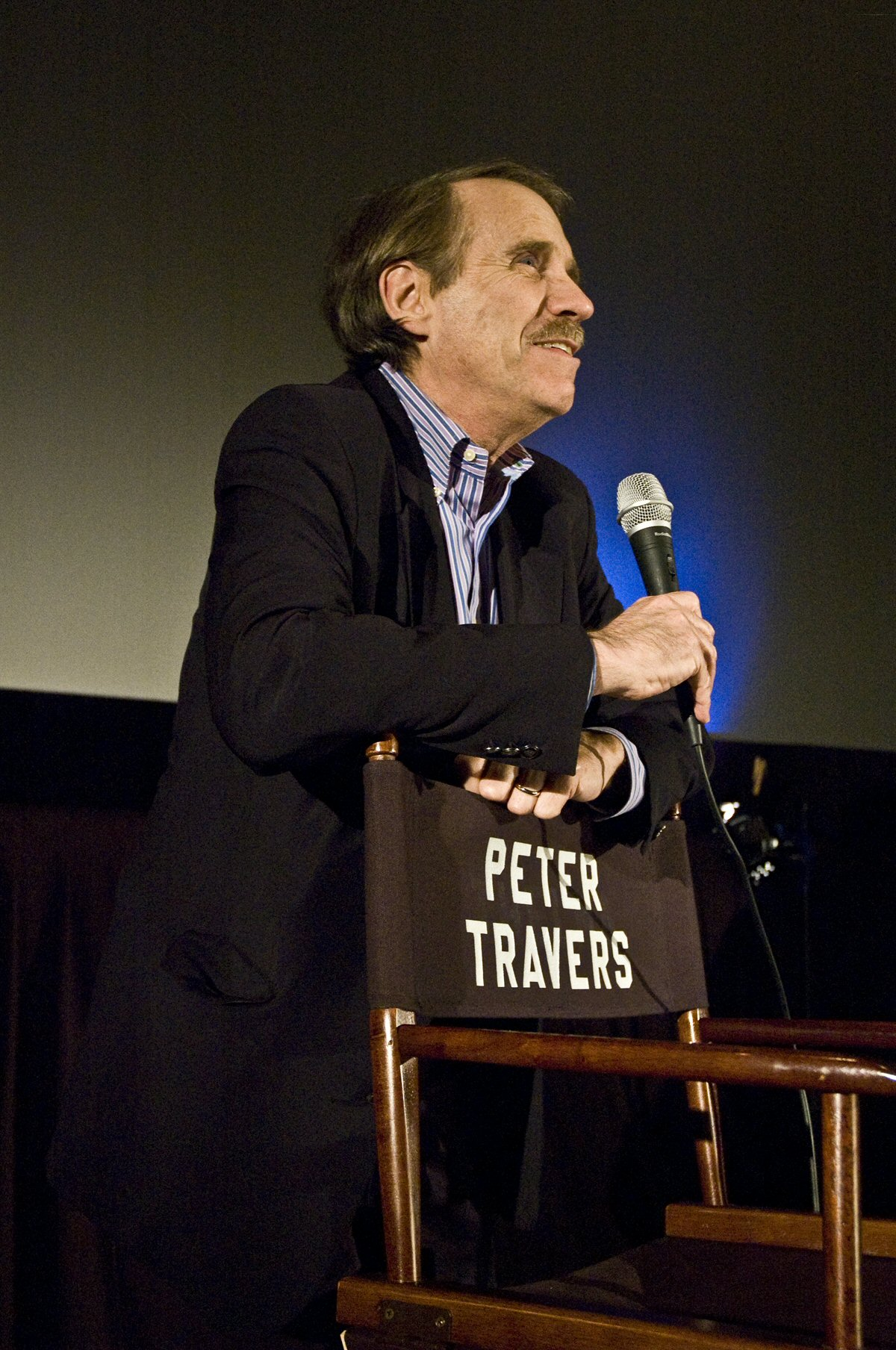
ピーター・トラヴァース（2008年）

ピーター・トラヴァース（Peter Travers）は、アメリカ合衆国の映画評論家である。『ピープル』誌や『ローリング・ストーン』誌で映画評を書いている。

## キャリア
『ピープル』誌で4年間活動した後、1989年に『ローリング・ストーン』誌に移った。トラヴァースは読みやすさを優先する為にあえて高度な分析を避けることで有名である。efilmcritic.comによると、トラヴァーズは国内で最も宣伝文に使われた映画批評家であるという。
マーティン・スコセッシ、デヴィッド・リンチ、ポール・トーマス・アンダーソン、クリント・イーストウッド、クリストファー・ノーラン、コーエン兄弟、アン・リーらを評価しており、彼らの監督作品はトラヴァースの年間トップ10リストの常連である。一方でマイケル・ベイとその監督作の多くには否定的である。また、ニコラス・スパークス原作の映画が毎年のようにバレンタイン前後に公開されることに関して、大きな不満を持っている。

## レビュー
2002年より4つ星満点での採点を開始している。これまでに満点を与えたのは以下の作品である。
逆に星0個だったのは以下の作品である。
| - 2003 - 『バッドボーイズ2バッド』 - 2005 - 『デュークス・オブ・ハザード』 - 2006 - 『氷の微笑2』 - 『テキサス・チェーンソー ビギニング』 - 『モテる男のコロし方』 - 2008 - 『フールズ・ゴールド/カリブ海に沈んだ恋の宝石』 - 『ブラックサイト』 - 2009 - 『ウルトラ I LOVE YOU!』 - 『ブライダル・ウォーズ』 - 『オブセッション 歪んだ愛の果て』 - 『インフォーマーズ セックスと偽りの日々』 - 『トランスフォーマー/リベンジ』 | - 2010 - 『クロッシング』 - 『Crazy on the Outside』 - 『ラスト・ソング』 - 『ツーリスト』 - 『ほぼトワイライト』 - 2011 - 『Atlas Shrugged: Part I』 - 『トランスフォーマー/ダークサイド・ムーン』 - 『ジャックとジル』 - 『ムカデ人間2』 - 『ニューイヤーズ・イブ』 - 2012 - 『デビル・インサイド』 - 『ラブ&マネー』 - 『スマイル、アゲイン』 - 『ゴーストライダー2』 - 『私だけのハッピー・エンディング』 | - 2013 - 『ゲッタウェイ スーパースネーク』 - 『ヘンゼル & グレーテル』 - 『セイフ ヘイヴン』 - 2014 - 『ヴァンパイア・アカデミー』 - 『ニューヨーク 冬物語』 - 『トランスフォーマー/ロストエイジ』 - 『ミュータント・タートルズ』 - 『ANNIE/アニー』 - 2015 - 『96時間/レクイエム』 - 『ファンタスティック・フォー』 - 2016 - 『素晴らしきかな、人生』 - 『メン・イン・キャット』 - 『エンド・オブ・キングダム』 - 『キング・オブ・エジプト』 - 2017 - 『トランスフォーマー/最後の騎士王』 - 『ザ・リング リバース』 - 2018 - 『フィフティ・シェイズ・フリード』 - 『アニー・イン・ザ・ターミナル』 - 『パペット大騒査線 追憶の紫影』（5点満点中0点） - 『ライフ・イットセルフ 未来に続く物語』（5点満点中0点） |

## 各年のトップ10リスト1位の作品
※アカデミー作品賞受賞作は太字で記す。
- 1989年: 『ドゥ・ザ・ライト・シング』
- 80年代ベスト: 『ブルーベルベット』
- 1990年: 『グッドフェローズ』
- 1991年: 『羊たちの沈黙』
- 1992年: 『ザ・プレイヤー』
- 1993年: 『ショート・カッツ』
- 1994年: 『パルプ・フィクション』
- 1995年: 『ゲット・ショーティ』
- 1996年: 『ラリー・フリント』
- 1997年: 『タイタニック』
- 1998年: 『トゥルーマン・ショー』
- 1999年: 『アメリカン・ビューティー』
- 2000年: 『グリーン・デスティニー』、『あの頃ペニー・レインと』
- 2001年: 『ロード・オブ・ザ・リング』（ハリウッド）、『メメント』（インディ）
- 2002年: 『ギャング・オブ・ニューヨーク』
- 2003年: 『ミスティック・リバー』
- 2004年: 『サイドウェイ』
- 2005年: 『ヒストリー・オブ・バイオレンス』
- 2006年: 『ディパーテッド』
- 2007年: 『ノーカントリー』
- 2008年: 『ミルク』
- 2009年: 『プレシャス』
- 00年代ベスト: 『ゼア・ウィル・ビー・ブラッド』
- 2010年: 『ソーシャル・ネットワーク』[33]
- 2011年: 『ドライヴ』
- 2012年: 『ザ・マスター』
- 2013年: 『それでも夜は明ける』[34]
- 2014年: 『6才のボクが、大人になるまで。』
- 2015年: 『スポットライト 世紀のスクープ』
- 2016年: 『ラ・ラ・ランド』
- 2017年: 『ダンケルク』
- 2018年: 『ROMA/ローマ』
- 2019年: 『アイリッシュマン』